# Santiago Talledo
Santiago Talledo, all'anagrafe Santiago Tomás Talledo (Buenos Aires, 15 giugno 1989), è un attore argentino.
Dopo aver interpretato Guido ne Il mondo di Patty, diventa protagonista della telenovela colombiana Chica vampiro e del relativo musical nel ruolo di Max.

## Biografia
Santiago Tomas Talledo nasce il 15 giugno 1989 a Buenos Aires. Inizia la sua formazione artistica nel 2001, quando intraprende lezioni di teatro con Ricardo Arauz, fino al 2003 e di canto con Marcela Paoli, fino al 2004. In quest'ultimo anno, comincia a studiare vocalizzo insieme ad Adriana Fonzi, sino al 2007, mentre dal 2008 al 2010 impara teatro da Osvaldo Peluffo del Teatro General San Martín. Inoltre, studia teatro dal 2007 assieme a Monica Bruni, concludendo nel 2014 e canto dal 2009 e per tre anni assieme a Rodrigo Segura.
Debutta nel mondo televisivo nel 2007, quando prende parte alla telenovela Il mondo di Patty, nel ruolo di Guido. Il ruolo viene poi confermato per una seconda stagione e anche nei due tour che si sono svolti in Argentina, Uruguay, Cile, Colombia, Ecuador, Guatemala, Messico, Paraguay, Perù, Costa Rica e Repubblica Dominicana. Inoltre, ha dato la sua voce per le canzoni Un Poco Más e Hip Hop De La Calle, presenti in alcuni album tratti dal serial. L'attore appare anche nei DVD correlati. 
Nel 2010 interpreta Gonzalo nella telenovela Sueña conmigo, fino al 2011, anno in cui si svolge il tour denominato Sueña conmigo en concierto. Durante questo anno, partecipa all'episodio dieci, dal titolo La primera vez que desperté, della serie televisiva Historias de la primera vez come Gabriel, mentre nel 2012, viene selezionato negli Stati Uniti per far parte del cast della serie televisiva Glee. Poco dopo, partecipa ad un casting e una settimana dopo inizia le riprese di un nuovo sceneggiato: infatti, nel 2013 è il protagonista Max De La Torre di Chica vampiro, insieme a Greeicy Rendón e nel dicembre del 2014 del musical Vampitour in varie località italiane, così come nel 2016 in Francia. Intanto, nel 2015, debutta al cinema con il lungometraggio Operación México, un pacto de amor, registrato tra l'Argentina e Cuba e nello stesso anno è il responsabile della comunicazione audiovisiva per l'opera teatrale Sexo con extraños. Per il ruolo di Max, riceve due candidature rispettivamente una ai Kids' Choice Awards Colombia, edizione in cui è anche ospite e una ai Kids' Choice Awards México. Per l'album tratto da Chica vampiro, scrive alcuni brani.
Successivamente, nel 2017, recita nella serie Soy ander dove interpreta Romeo e fa una partecipazione speciale in alcuni episodi di Heidi Bienvenida nella parte di Clemente, di cui è autore e interprete di alcune canzoni tratte dalla colonna sonora, Heidi Bienvenida - Nel posto che vorrai. Per lo stesso sceneggiato, diventa membro del cast principale nella seconda stagione. Agli inizi del 2018 è protagonista di un corto per Adidas e nel novembre avrebbe dovuto riprendere il ruolo di Max di Chica vampiro per lo spettacolo Vampitour in Spagna, previsto a Barcellona e Madrid, poi annullato per motivi logistici una settimana prima della messa in atto. Alla fine dello stesso anno viene annunciato come uno degli attori principali della serie Punto de Quiebre che viene pubblicata nel 2021 e interpreta, dalla fine di novembre 2018, il personaggio di Facundo Ventura nello sceneggiato televisivo Millenials.
Nell'aprile del 2020 recita nella web-serie Adentro, una produzione realizzata attraverso le videochiamate, in cui Talledo interpreta Fausto, di cui è anche il regista. Nel luglio dello stesso anno viene pubblicata la seconda stagione della serie. Nel gennaio del 2022 esce lo sceneggiato En Red, in cui interpreta il protagonista Lucas, mentre nel marzo del 2022 è nel cast ricorrente della serie TV Porno y helado come Segundo. Inoltre, viene confermata la sua partecipazione alla seconda stagione alla telenovela Argentina, tierra de amor y venganza. 

## Attività come regista
Oltre ad essere attore, Santi Talledo, nome con cui è soprannominato, è anche regista audiovisivo. Nell'ottobre del 2013 dirige il video musicale Si supiera della band Monova, in cui anche appare e nel dicembre una clip con protagonista Brenda Asnicar, che interpreta Fuxya. L'anno successivo registra un cortometraggio dal titolo El cuerpo no miente con protagonista Oriana Sabatini e Julián Serrano. Nello stesso anno è il regista del volume due del corto precedente, ma con protagonista Augusto Schuster. Inoltre, ha girato anche un video con la partecipazione di Eva De Dominici, sempre per lo stesso format.
Nel 2015 fonda insieme a Santiago Ramundo e Diego Vago la casa di produzione Crea Contenidos, con sede a Città del Messico e a Miami che si dedica alla realizzazione di videoclip per cantanti. Nello stesso anno è di Talledo la direzione del video della canzone Fuck & Love di David Bolzoni e Martin Lohrengel, mentre l'anno successivo dirige la versione dance video di Yo Me Escaparé della cantante argentina Martina Stoessel e del videoclip del singolo Amor, amor, amor di Paty Cantú. In questo stesso anno è il direttore del video Cara o Cruz del cantante Luciano Pereyra. Inoltre, dirige un'opera teatrale che ha come protagonisti Andrés Gil e Paloma Ker, dal titolo Sexo oral.
Nel 2020 è regista della webserie Adentro, mentre nel 2022 è autore e regista dello spettacolo teatrale Cualquier Cosa Te Llamamos.

## Filmografia

### Cinema
- Operación México, un pacto de amor, regia di Leonardo Bechini (2015)

### Televisione
- Il mondo di Patty (Patito feo) - serial TV (2007-2008)
- Sueña conmigo - serial TV (2010-2011)
- Historias de la primera vez - serie TV, 1x10 (2011)
- Chica vampiro - serial TV (2013)
- Soy ander - serie TV (2017)
- Heidi Bienvenida (Heidi, bienvenida a casa) - serial TV (2017-2019)
- Millenials - serie TV (2018-2019)
- Adentro - serie TV (2020)
- Punto de Quiebre - miniserie TV (2021)
- En red - serie TV (2022)
- Porno y helado - serie TV (2022-2024)
- Argentina, tierra de amor y venganza - serie TV (2023)

## Teatro
- Patito Feo - La historia más linda en el Teatro, diretto da Ricky Pashkus (2007-2008)
- Patito Feo - El Show más lindo, diretto da Ricky Pashkus (2008-2009)
- Sueña conmigo en concierto, regia di Eduardo Gongell (2011)
- Vampitour, regia di Davide Allena (Italia) (2014/2016)

## Discografia

### Partecipazioni
- 2007 - AA.VV. Patito Feo - La historia más linda en el Teatro
- 2008 - AA.VV. Patito Feo - La vida es una fiesta
- 2009 - AA.VV. Il mondo di Patty - La storia più bella... continua
- 2010 - AA.VV. Il mondo di Patty - La vita è una festa
- 2010 - AA.VV. Il mondo di Patty - La vita è una festa (fan edition)
- 2010 - AA.VV. Sueña conmigo: la canción de tu vida
- 2013 - AA.VV. Chica vampiro - Le canzoni
- 2017 - AA.VV. Heidi Bienvenida - Nel posto che vorrai

## Riconoscimenti
- Kids' Choice Awards Colombia
  - 2014 – Candidatura per l'attore televisivo preferito per Chica vampiro[11][39].
- Kids' Choice Awards México
  - 2014 – Candidatura per l'attore televisivo preferito per Chica vampiro[12][40].
- Premios ChipTV
  - 2014 – Miglior attore protagonista in serie per Chica vampiro[41].

## Doppiatori italiani
Nelle versioni in italiano delle opere in cui ha recitato, Santiago Talledo è stata doppiato da:
- Davide Quatrarra in Il mondo di Patty[42]
- Alberto Caneva in Sueña conmigo[43]
- Alessio De Filippis in Chica vampiro[44]